# 葛飾雷周
葛飾 雷周（かつしか らいしゅう、生没年不詳）とは、江戸時代の浮世絵師。

## 来歴
葛飾北斎の門人。『葛飾北斎伝』（飯島半十郎著）の下巻に「葛飾雷周　江戸の人、姓氏詳らかならず」とあるが、石塚豊芥子編著の『街談文々集要』巻七（文化7年〈1810年〉の巻）、「第廿五　二孝御褒美」には雷周について以下のような記事がある。
「一　本材木町七丁目、儀右衛門店、北斎門人雷周事、俗称彦次郎、祖父六兵衛身まかりて後、祖母きんへ孝行を尽しぬる事、殊に深切なりければ、此度、公儀より右彦次郎へ、御褒美として銀三枚、きんへ生涯一日に米五合づゝ被下置候段、実に難有事なり祖母当年七十八歳になるよし」
さらに「此一事は当春二月の事なりしが、右行状板行になりて都下を売歩行しは、五月十一日なり」ともある。この記事から雷周は北斎の門人で俗称は彦次郎、本材木町七丁目（現在の京橋二丁目付近）の長屋に住んでおり祖父の名は六兵衛、祖母の名はきん、祖父が亡くなったあと祖母への孝養を幕府より褒められ、文化7年の2月に褒美を貰ったこと、また同年5月にはこの雷周の孝養について記したものを版行していたのがうかがえる。しかしその作品については、光記念館所蔵の「二つ枕」（紙本着色）のほかには知られない。「二つ枕」の画風は師である北斎のものに忠実であり、雷周の落款が無ければ北斎の作かと思われるほどと評されている。なおこの絵は那須ロイヤル美術館（小針コレクション）旧蔵品である。